# إيفا إستر هيل
إيفا إستر هيل (بالإنجليزية: Eva Esther Hill)‏ هي طبيبة نيوزيلندية، ولدت في 19 سبتمبر 1898، وتوفيت في 17 أبريل 1981.